# 14 Leonis Minoris
14 Leonis Minoris är en orange underjätte i stjärnbilden Stora björnen. Trots sin Flamsteed-beteckning tillhör den inte Lilla lejonets stjärnbild. Den ligger på gränsen mellan stjärnbilderna och fick byta tillhörighet vid översynen av gränser mellan stjärnbilderna år 1930 och benämns sedan bytet av stjärnbild ofta HD 84453.
Stjärnan har visuell magnitud +6,81 och är inte synlig för blotta ögat ens vid god seeing. Den ligger på ett avstånd av ungefär 265 ljusår.